# ۱۰۴۸ (میلادی)
این صفحه شامل فهرستی از وقایع مهم در ۱۰۴۸ میلادی است.

## زادروزها
- ۱۸ مه - عمر خیام، ریاضی‌دان، فیلسوف و شاعر ایرانی.
- آلکسیوس یکم کومننوس، امپراتور بیزانس
- شیخ احمد جامی، از عارفان ایرانی دوره سلجوقی
- ۱۶ ژوئن – احمد جام، نویسنده، شاعر، و فیلسوف ایرانی

## مرگ‌ها
- ۹ اوت - دامازوس دوم، پاپ کلیسای کاتولیک روم
- ۱۳ دسامبر - ابوریحان بیرونی، دانشمند، ریاضی‌دان، ستاره‌شناس و تاریخ‌نگار ایرانی